# هومبیس
هومبیس (انگلیسی: Homebase) شرکت خرده‌فروشی بریتانیایی است، که در سال ۱۹۷۹ تأسیس شد.